# Esmeraldo de situ orbis
Esmeraldo de situ orbis és el títol d'un manuscrit escrit cap al 1506 pel militar, navegant i cosmògraf portugués Duarte Pacheco Pereira. Dedicada al rei Manuel I de Portugal (1495-1521), és una obra de "cosmografia i marineria", segons el mateix autor. Malgrat el títol en llatí, fou escrita en portugués.
No se'n conserva pas el manuscrit original, però sí dues còpies: una de la primera meitat del segle xviii que es va trobar a Èvora i una altra una mica posterior que és ara a la Biblioteca Nacional de Lisboa. A partir d'aquestes còpies, es preparà la primera edició impresa del text, el 1892. En el pròleg Duarte Pacheco explica que l'obra consta de cinc "llibres" o parts; els manuscrits conservats, però, només en contenen els tres primers i un fragment del quart. S'han perdut a més a més tots els mapes i il·lustracions que acompanyaven el manuscrit original.

## Contingut
Pròleg
Llibre primer
- Capítols 1 al 12: cosmografia i navegació. Inclou, en el capítol 7, una taula amb les latituds de molts llocs.
- Capítols 13 al 21: descripció geogràfica de les costes nord-africanes.
- Capítols 22 al 33: descripció de les costes descobertes en l'època de l'infant Enric el Navegant.

Llibre segon
- Capítols 1 al 9: descripció de les terres descobertes durant el regnat de Joan II.

Llibre tercer
- Capítols 1 al 6: descripció de les terres descobertes durant el regnat de Manuel I.

Llibre quart
- Capítols 1 al 11: descripció de les terres descobertes per ordre del rei Alfons V.

El manuscrit s'interromp de sobte enmig del capítol 6 del llibre quart. El pròleg, però, anuncia que l'obra consta de cinc llibres, dels quals el quart i cinqué es dediquen als descobriments del regnat de Manuel I.

## Possible viatge portugués a Amèrica el 1498
Al capítol 2 del primer llibre, Duarte Pacheco exposa la seua particular teoria cosmogràfica que el planeta està cobert essencialment per terra continental, i que forma l'oceà (sobretot l'Atlàntic i l'Índic) un llac tancat envoltat de terra pertot. Afirma que la "terra ferma" que hui es coneix com a Amèrica es troba a uns 36 graus de longitud a l'oest d'Europa i Àfrica i s'estén si més no entre les latituds 70° nord i 28,5° sud sense que se n'haja vist el final per cap de tots dos extrems. Això li fa suposar que Amèrica s'estén fins a tots dos pols i que per allí s'uneix al Vell Món, i forma un sol continent universal.
En aquest mateix passatge l'autor afirma, gairebé de passada, que el rei Manuel I li va ordenar fer el 1498 un viatge de descobriment a aquestes terres a l'oest de l'Atlàntic, i que es troba a 28° de latitud sud "molt i fi brasil", una fusta molt cotitzada en aqueixa època.
| «                      | Hem sabut i vist com en el tercer any del vostre regnat de l'any del nostre Senyor de mil quatre-cents noranta-vuit, quan la vostra altesa manà descobrir la part occidental passant enllà l'amplària del mar oceà on he trobat i navegat una tan gran terra ferma, amb moltes i grans illes adjacents, que s'estén a setanta graus de latitud de la línia equinoccial contra el pol àrtic i com que és prou fora és prou temible, i del mateix cercle equinoccial torna altra vegada i va més enllà vint-i-vuit graus i mig de latitud cap al pol antàrtic i tant es dilata en amplada i corre amb tanta amplada que ni d'una banda ni de l'altra s'ha vist ni sabut la fi ni la vora, per això segons l'ordre que té soc cert que va en cercle per tota la redonesa, així sabem que de les platges i costa de la mar d'aquests regnes de Portugal i del promontori de Finisterra i de qualsevol altre lloc d'Europa i Àfrica i Àsia, travessant tot l'oceà directament cap a Occident o a l'est seguint ordre de marina trenta-sis graus de longitud, que siguen sis-centes quaranta-vuit llegües de camí comptant divuit llegües per grau, hi ha llocs un poc més lluny, he trobat aquesta terra no navegada pels vaixells de vostra altesa ni per ordre vostra ni permís dels vostres vassalls i naturals; i acaba en aquesta costa esmentada el cercle equinoccial endavant vint-i-vuit graus de latitud cap al pol antàrtic, hi he trobat molt i fi brasil i moltes altres coses amb què les naus d'aquests regnes van molt carregats. | » |
| — Llibre I, capítol 2. | |   |

Aquestes línies de text han donat peu a moltes interpretacions sobre si Duarte Pacheco o algun altre portugués feu un viatge d'exploració el 1498, i sobre quines terres visitaren. Luciano Pereira da Silva i altres sostenen que Duarte Pacheco va descobrir les costes de l'actual Brasil en aquest viatge; altres com Duarte Leite creuen que fou Florida el que explorà, i algú com Carlos Coïmbra nega que fos Pacheco el cap de l'expedició.